# Cloniophorus auricollis
Cloniophorus auricollis är en skalbaggsart som först beskrevs av Thomson 1860.  Cloniophorus auricollis ingår i släktet Cloniophorus och familjen långhorningar.
Artens utbredningsområde är Moçambique. Inga underarter finns listade i Catalogue of Life.